# American football
American football is een competitieve teamsport. In de Verenigde Staten en Canada gebruikt men de term football en in andere delen van de wereld wordt de sport ook wel gridiron football genoemd. In bepaalde community's wordt de sport ook wel - gekscherend - "Hand-Egg" genoemd. Het Canadian football heeft iets afwijkende spelregels. Er bestaat ook een indoor variant, arena football. Het doel van het spel is om punten te scoren door de bal in de end zone van de tegenstander te brengen. Punten kunnen gescoord worden door de bal over de doellijn van de end zone te dragen, door de bal te gooien naar een medespeler in de end zone (beide resulterend in een touchdown), of door middel van een fieldgoal, waarin de bal tussen de doelpalen achterin in de end zone getrapt wordt. Ook kan er gescoord worden door middel van de relatief zeldzame safety, die behaald wordt door een aanvallende speler neer te halen in zijn eigen end zone. De winnaar is het team met de meest gescoorde punten.

## Spelregels

### Veld en spelers

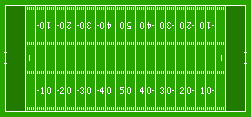
De nummers op het veld geven de afstand in yards aan naar de dichtstbijzijnde end zone (donkergroen).

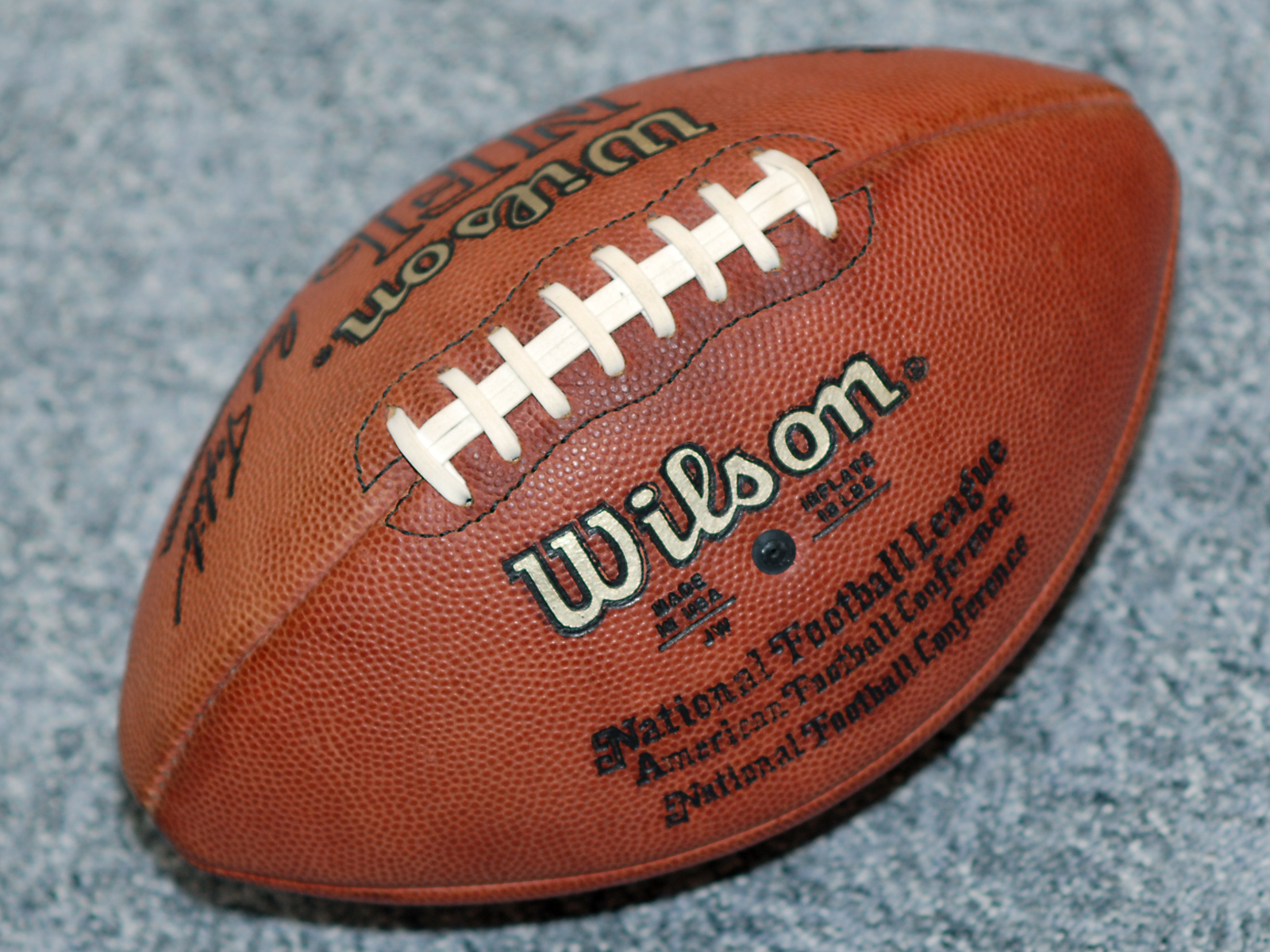

American football wordt gespeeld op een rechthoekig veld met een lengte van 120 yard (110 meter) en een breedte van 53⅓ yard (49 meter). Aan de twee uiteindes van het veld bevinden zich doellijnen, die 100 yard (91 meter) uit elkaar liggen. Aan weerskanten van het veld ligt een end zone achter de doellijnen die 10 yard (9 meter) lang is.
Over het veld zijn om de 5 yard lijnen getrokken, die om de 10 yard genummerd zijn. Deze lijnen worden in de wedstrijd gebruikt om te bepalen hoeveel terreinwinst er door een ploeg per aanvalspoging gemaakt is.

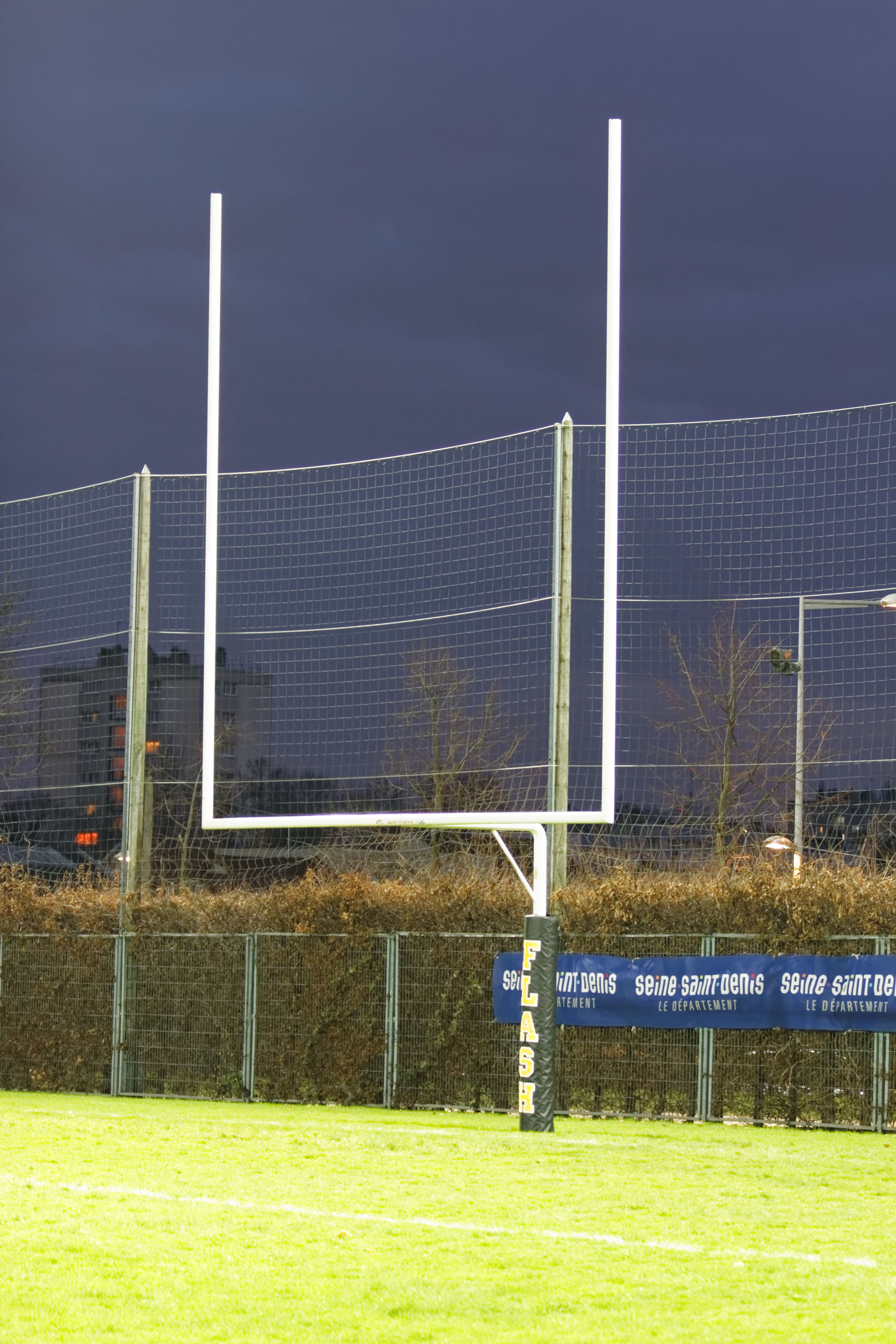
Goal posts

Aan het einde van de end zone zijn twee goal posts geplaatst, die zo'n 5,6 meter hoog zijn. Tussen deze twee doelpalen hangt een lat op 3 meter hoogte boven de grond. Door de bal vanaf het veld tussen de twee doelpalen en boven de lat te trappen kan er gescoord worden.

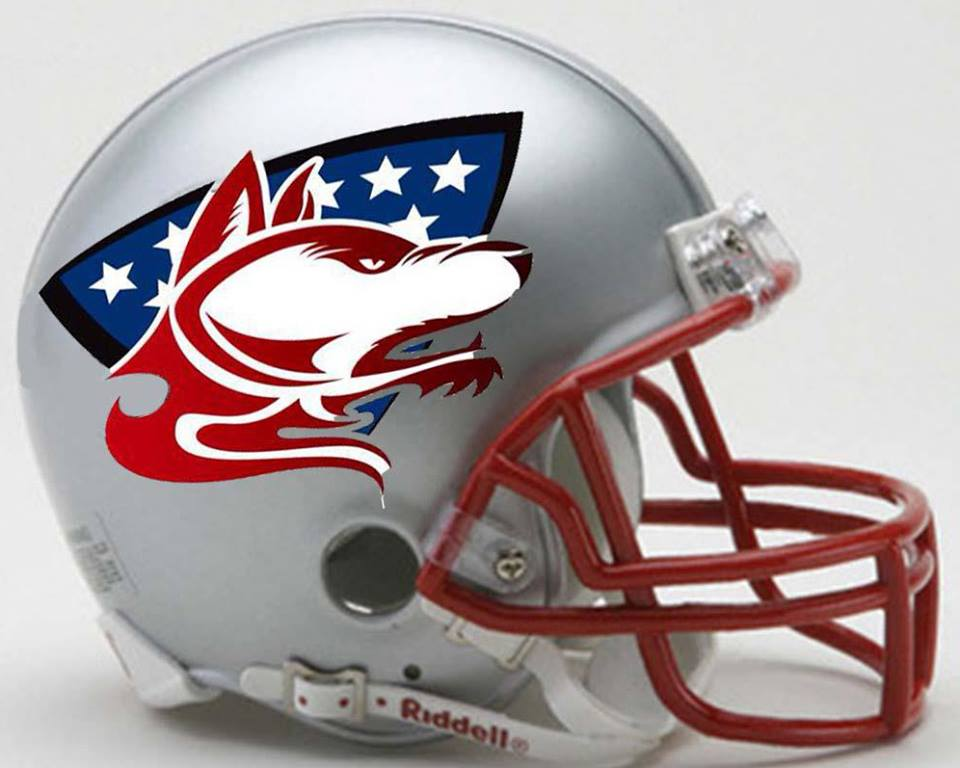
Helm

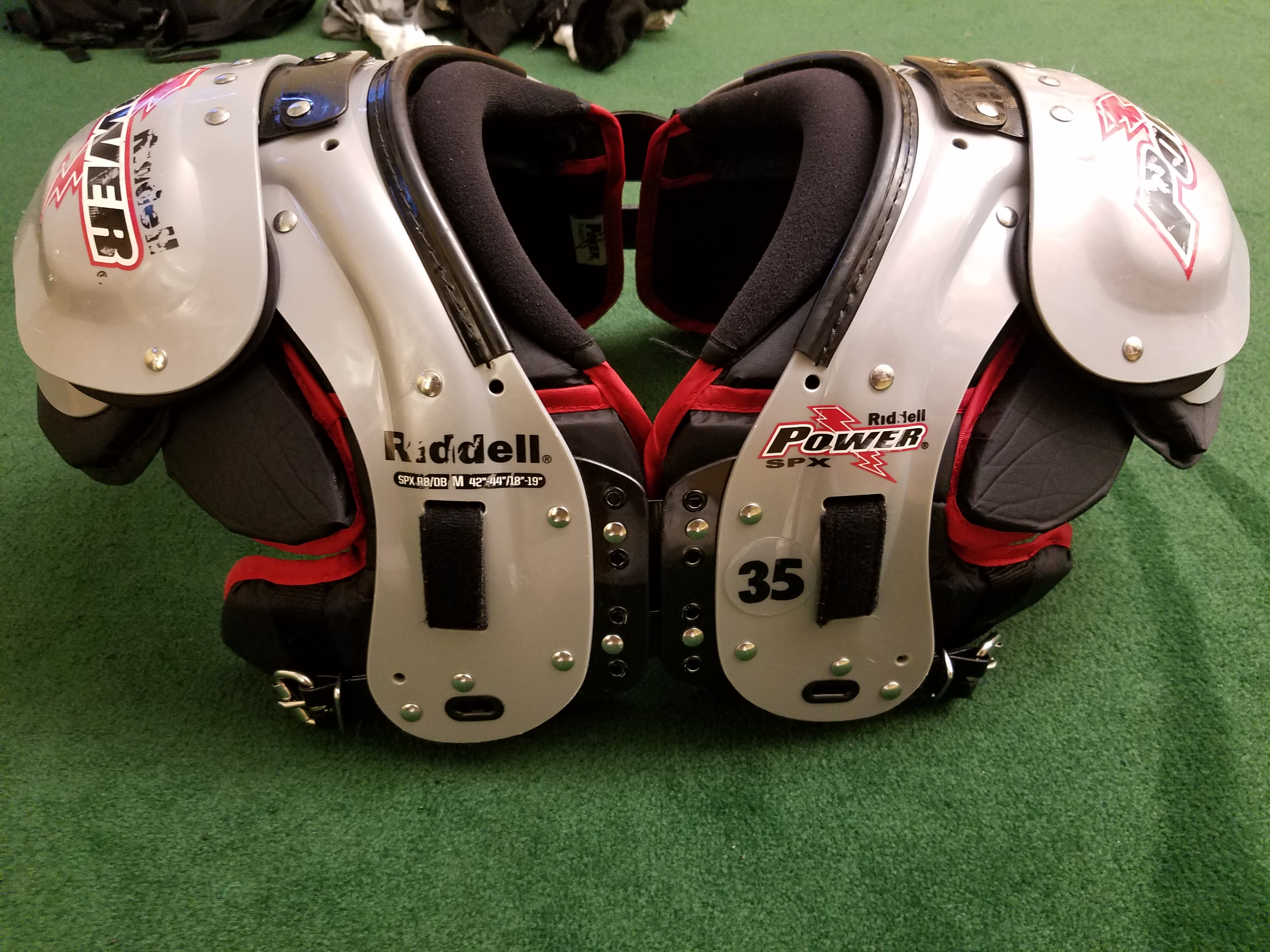
Schouderbescherming

Een team bestaat uit 46 spelers en stelt 11 spelers op het veld op. Deze spelers zijn verder onderverdeeld in 3 categorieën: "offense" (aanval), "defense" (verdediging) en "special teams". Voor de veiligheid van de spelers dragen deze onder andere een helm en schouderbescherming.

### Wedstrijdduur
Een wedstrijd is opgedeeld in vier keer 15 minuten, met een pauze tussen het tweede en het derde kwart. De tijd verloopt niet continu. Als de speler in het veld getackeld wordt, loopt de tijd door. Wanneer een speler uit het veld rent met de bal, een bal niet wordt gevangen of de bal tegen de grond wordt gegooid, stopt de tijd. Een gemiddelde wedstrijd duurt ongeveer 2,5 uur. Wanneer er, aan het einde van het vierde kwart, een gelijke stand is, volgt er een "overtime", waarin de wedstrijd met 15 minuten wordt verlengd. Dit wordt "sudden death" genoemd. Er volgt een nieuwe opgooi en het team dat als eerste punten scoort wint de wedstrijd. Als de eerste score bij het eerste balbezit van een team een fieldgoal is, krijgt de tegenstander nog een keer de bal om te kunnen scoren. Dit geldt niet voor een touchdown. Wanneer de stand na 15 minuten nog steeds gelijk is blijft het bij een gelijk spel. In play-offs, waarbij een winnaar aangewezen moet worden, wordt de wedstrijd net zo lang verlengd totdat de winnaar bekend is.

### Spelverloop
Een wedstrijd begint met een kruis-of-muntworp om te bepalen welk team begint met aanvallen en welk team begint met verdedigen. Wanneer dit bekend is trapt het verdedigende team de bal vanaf de 35-yardlijn (32 meter) naar de andere kant van het veld. Dit wordt de "kick-off" genoemd. Het aanvallende team vangt de bal en probeert zo veel mogelijk terreinwinst te maken door met de bal richting de end zone van de tegenstander te lopen, totdat het door het verdedigende team gestopt wordt. Vanaf dit punt beginnen de aanvalspogingen.
Het aanvallende team heeft steeds vier pogingen om minstens 10 yard terreinwinst te maken in de richting van de tegenstander. Eén poging wordt een "down" genoemd. Wanneer het aanvallende team erin slaagt 10 yards of meer terreinwinst te maken, krijgt het team opnieuw vier pogingen. Dit gaat zo door totdat het aanvallende team scoort of totdat het verdedigende team de bal onderschept. Wanneer het aanvallende team er niet in slaagt binnen vier downs 10 yard terreinwinst te maken, dan verliest het team de bal.
Wanneer het aanvallende team de bal verliest worden de rollen omgedraaid. De groep met aanvallende spelers verlaat het veld en voor hen komt de groep met verdedigende spelers van hetzelfde team het veld op. Het tegenovergestelde geldt voor de tegenstander die de verdedigende groep spelers wisselt voor de aanvallende groep spelers.

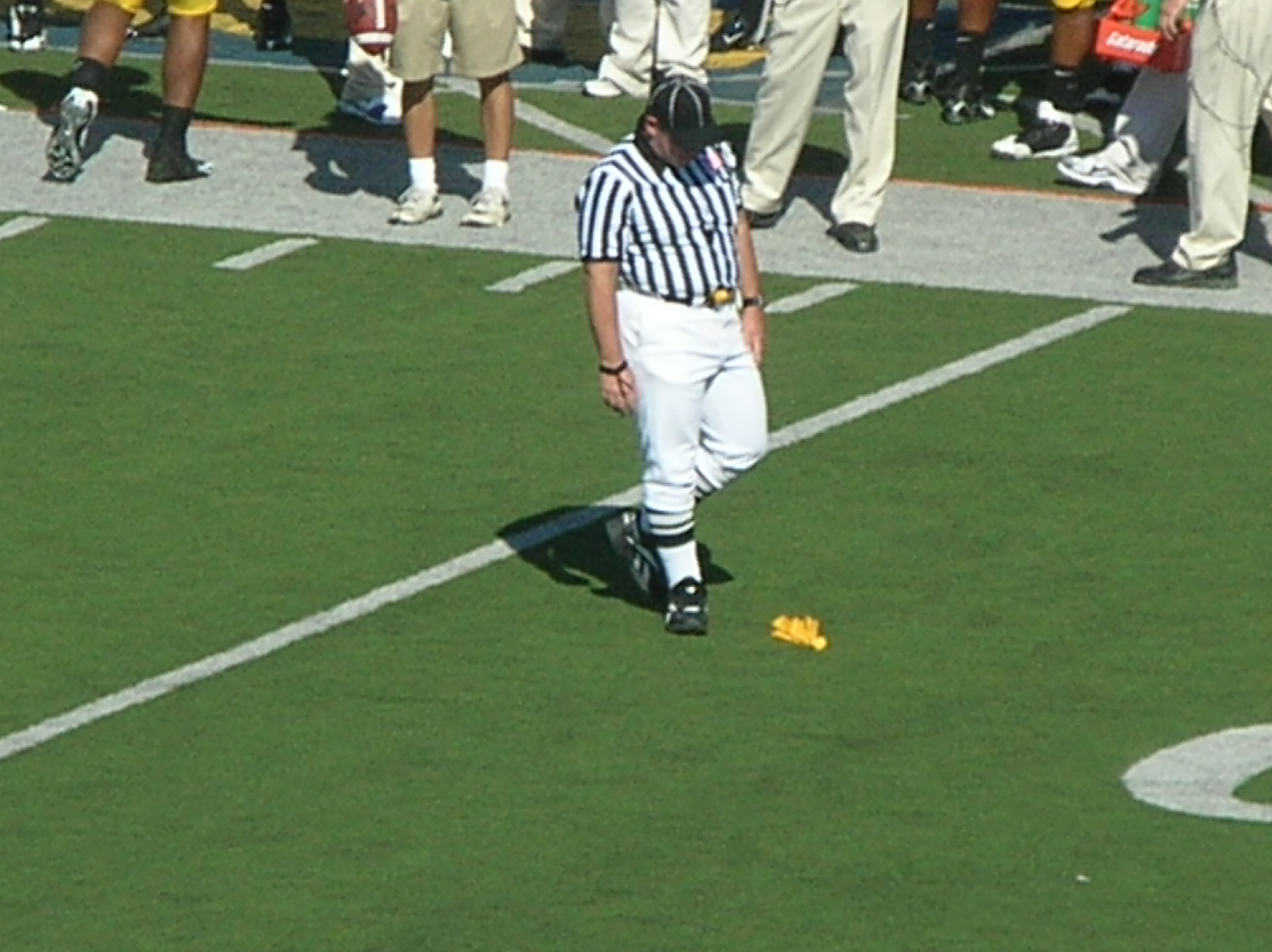
Een scheidsrechter heeft een vlag op het veld gegooid

Bij overtredingen gooit een lijnrechter een vlag op het veld en wordt het team dat de overtreding maakt bestraft met verlies van 5 tot 15 yards, het verlies van een down of het toekennen van een eerste down aan de tegenstander.

### Scoren van punten

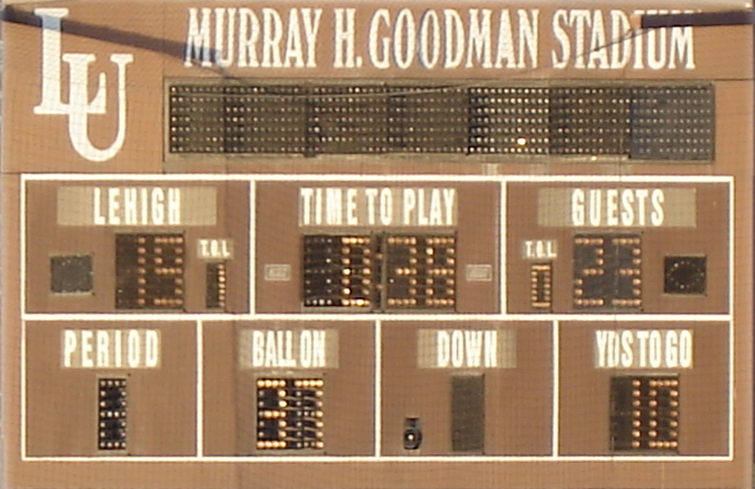
Een scorebord

Een team kan op drie manieren punten scoren:
- Een touchdown is 6 punten waard. Een touchdown wordt gemaakt wanneer een speler met de bal in de end zone van de tegenstander komt of wanneer hij de bal in de end zone krijgt toegeworpen van een medespeler. Na het scoren van een touchdown mag er ook nog gekickt worden. Dit voor 1 extra punt, ook kan men kiezen deze kick om te vormen tot nog een touchdown voor 2 extra punten.
- Een fieldgoal is 3 punten waard. Een fieldgoal wordt gemaakt door de bal vanaf het veld tussen de doelpalen en boven de lat te schieten. Een placekicker trapt de bal die vastgehouden wordt door een holder. Tevens is het legaal een fieldgoal te scoren door middel van een drop-kick tijdens het spel, maar dit komt niet vaak voor door de hoge onvoorspelbaarheid van de stuit van de bal.
- Een safety is 2 punten waard. Een safety wordt gemaakt door het verdedigende team. Dit gebeurt wanneer het aanvallende team wordt teruggedrongen in hun eigen end zone en wanneer vervolgens de baldrager getackeld wordt of uit de end zone wordt gedreven. Ook kan het verdedigende team een safety verdienen als het aanvallende team bepaalde overtredingen maakt in de eigen end zone (in de NFL bij "intentional grounding" en bij "offensive holding" en in college-football bij alle aanvallende overtredingen).

### Offense
- De offensive line bestaat uit vijf tot zeven spelers die de opkomende tegenstanders tegen moeten houden en ruimte moeten maken voor eigen spelers die terreinwinst willen maken. De offensive line bestaat uit een center, twee guards, twee offensive tackles en één of twee tight ends.
- Een quarterback: De spelverdeler, eigenlijk is de quarterback de hoeksteen van de ploeg. Hij krijgt het meeste aandacht van de media, omdat dit ook de belangrijkste positie is. De quarterback krijgt de bal van de center (deel van de offensive line). Dit noemt men de ‘snap’. Hij bepaalt vervolgens wat voor spel er gespeeld wordt door de bal af te geven (meestal aan de halfback) of naar een medespeler (een wide receiver of tight end) te gooien. Sommige quarterbacks fungeren ook zelf als runningback: wanneer ze geen goede afgeef- of afgooimogelijkheid hebben, lopen ze zelf met de bal om nog wat yards op te pikken. Dit doen vooral jonge quarterbacks in de NFL, ook in de NCAA gebeurt dit veel.
- Running backs bestaan uit een fullback en een halfback of tailback. De halfback is gespecialiseerd in het lopen met de bal. Deze zijn meestal klein, snel, maar ook heel sterk om verdedigers van zich af te schudden. De halfback kan ook zoals de wide receivers ballen vangen die de quarterback naar hem toegooit. De fullback is groter en ook veel sterker. Het is meestal zijn taak om de linebackers te blokkeren en tegen te houden zodat de halfback er langs kan lopen. Dit wordt ook wel "leadblocking" genoemd. Hij kan ook wel lopen met de bal en de bal vangen, maar hij is hier veel minder in gespecialiseerd dan de halfback omdat hij veel groter, breder en sterker is.
- Wide receivers zijn gespecialiseerd in het vangen van de bal op aangeven van de quarterback.
- Tight ends kunnen zowel de bal vangen als de tegenstander blokkeren.
- Fullback: De taak van de fullback bestaat uit zowel het rennen in het gebied van de tegenstander als het blokkeren van tegenstanders in dienst van de quarterback en running backs. De nadruk ligt op het blokkeren van tegenstanders.

### Defense
- De defensive line: de voorste linie van de verdediging bestaat uit 3 tot 5 spelers (afhankelijk van de strategie van de verdediging) die zich opstellen tegenover de offensive line. Zij proberen de baldrager van de tegenstander te tackelen of de quarterback onder druk te zetten. De defensive line bestaat uit defensive ends, defensive tackles en een nose tackle.
- Linebackers: achter de defensive line staan 3 of 4 spelers die proberen de running back te tackelen, de quarterback van de tegenstander te bereiken of proberen receivers te dekken.
- Defensive backs: de laatste linie, ook wel secondary genoemd, bestaat meestal uit 3 of 4 spelers, maar kan in bepaalde situaties bestaan uit 5, 6 of 7 spelers. Ze dekken de receivers en proberen passes te onderscheppen.

### Special teams
In specifieke situaties (bijvoorbeeld een field goalpoging of een kick-off) worden bepaalde type spelers opgesteld. Er zijn zeven soorten spelers:
- Een placekicker probeert te scoren door vanaf het veld de bal tussen de palen en boven de lat te schieten. De placekicker verricht ook de kick-off.
- Een punter trapt de bal uit zijn handen over lange afstand naar de tegenstander.
- Een long snapper gooit de bal over lange afstand tussen de benen door naar achter naar een medespeler.
- Een holder houdt de bal vast op de grond, zodat een placekicker de bal kan schoppen.
- Een punt returner vangt de bal die de punter van de tegenstander heeft getrapt en probeert zo veel mogelijk terreinwinst te maken in de tegenovergestelde richting.
- Een kick returner vangt de bal die de placekicker van de tegenstander bij een kick-off heeft getrapt en probeert zo veel mogelijk terreinwinst te maken in de tegenovergestelde richting.
- Een gunner probeert een opkomende kick returner of punt returner te tackelen.

## Geschiedenis
American football ontwikkelde zich in de negentiende eeuw als een variant op het Engelse rugby. De eerste officiële wedstrijd vond plaats op 6 november 1869 tussen teams van de buren Rutgers-universiteit en Princeton-universiteit in New Brunswick, New Jersey. Rutgers won die eerste wedstrijd met 6-4. In 1892 werd de eerste betaalde prof ingehuurd en in 1920 werd de American Professional Football Association gevormd. De eerste wedstrijd werd op 2 oktober 1920 gespeeld in Dayton, Ohio tussen de Triangles en de Columbus Panhandles. De thuisspelende Triangles wonnen met 14–0.

## Professioneel American football
De Amerikaanse profcompetitie - National Football League (NFL) - trekt verreweg de meeste bezoekers per wedstrijd in de Verenigde Staten, maar ook wereldwijd gezien. Het gemiddelde bezoekersaantal per wedstrijd is 60.000. Ter vergelijking, de Duitse Bundesliga (voetbal) trekt gemiddeld 40.000-45.000 toeschouwers en is daarmee een goede tweede. Omdat er minder wedstrijden gespeeld worden in NFL dan bij de andere balsporten in de Verenigde Staten is het totale aantal bezoekers per seizoen met 17.469.552 bezoekers (seizoen 2009-2010) echter het laagst van de belangrijke professionele sportcompetities (Major League Baseball trok 73.402.524 bezoekers (seizoen 2009); de NBA 21.549.238 bezoekers (seizoen 2008-2009) - zie en:List of sports attendance figures.
De competitie bestaat uit twee conferenties, de National Football Conference en de American Football Conference. Elke conferentie telt vier divisies, bestaande uit elk vier teams. In totaal doen dus 32 teams mee in de strijd om de titel.
Op de kalender staan 16 wedstrijden in het reguliere seizoen plus eventuele voor een team play-offwedstrijden. Om verzekerd te zijn van de play-offs dient een team de divisie te winnen of in ieder geval tot de zes beste teams van de conferentie te behoren. Zie ook NFL.
Sinds een aantal jaar wordt eenzelfde systeem gehanteerd, namelijk: De twee hoogst geplaatste teams per conferentie zijn de eerste play-offronde vrij (dit wordt een 'bye' genoemd). De overige vier teams spelen voor een plaats in de volgende ronde tegen deze ploegen. Het hoogst geplaatste team (gebaseerd op de stand van het reguliere seizoen) speelt altijd tegen het laagst geplaatste team in de play-offs en heeft tevens het thuisvoordeel. Opmerking: De divisieleiders gaan altijd als nummers 1 t/m 4 de playoffs in. De 'wild-card' teams zijn dan automatisch nummer 5 en 6. Het kan dus voorkomen dat een als vijfde geplaatst team een betere winst/verlies-balans heeft dan een divisieleider uit een andere divisie. De andere tiebreaker is de balans binnen de divisie. Zie ook NFL.
De uiteindelijke finale, de Super Bowl, vindt plaats begin februari. Dit evenement wordt bekeken door bijna een derde van de Amerikaanse bevolking. Buiten de VS kijken er zo'n 6 miljoen mensen naar deze finale (geschat aantal).Tussen de 10 best bekeken programma's ooit in de VS staan 6 superbowls.
In de VS kan de coach van een team aan de hoofdscheidsrechter vragen om zijn beslissing te herzien op basis van televisiebeelden. Het spel wordt hiervoor één minuut onderbroken. In de praktijk aanvaarden de coaches meestal de beslissingen van de scheidsrechters.

## American football in Nederland
Al in 1946 spelen twee Amerikaanse universiteitsteams een demonstratiewedstrijd in het Amsterdamse Olympisch Stadion. Pas in 1980 volgt de volgende impuls, wanneer René Koningferander (1957-1991) een oproep doet voor geïnteresseerden in American football bij 'Sprekershoek', een televisieprogramma dat een kwartier vóór Studio Sport wordt uitgezonden. Via zijn gymnastiekleraar Guus Annokee, 1e voorzitter en oprichter van de Nederlandse American Football Federatie (NAFF), is Koningferander bekend geworden met de sport. Op zijn oproep volgt de oprichting van de Amsterdam Rams.
De eerste wedstrijd die een Nederlands Americanfootballteam ooit heeft gespeeld, is dan ook de Amsterdam Rams op paaszondag 1981 tegen Herne Tigers uit Duitsland. Bij gebrek aan Nederlandse tegenstanders werd er in 1983 en 1984 in de Duitse OberLiga gespeeld. In 1984 worden de Rams kampioen van de Duitse Oberliga West Division. Ondertussen vinden er in Nederland allerlei initiatieven plaats, zoals demonstratiewedstrijden en de komst van SkyChannel met uitzendingen van Amerikaanse wedstrijden. Dit alles leidt tot de oprichting van diverse Nederlandse verenigingen zoals o.a.: The Hague Raiders, Delft Dragons, Rotterdam Trojans, Zwolle Bulldogs en de Utrecht Vikings. In diezelfde periode (eind 1984) splitst zich een kleine groep af van de Amsterdam Rams en vormen een nieuw Team: de Amsterdam Crusaders.
Al deze nieuwe teams, waaronder de “oude Rams”, verenigen zich in de Nederlandse American Football Federatie.
In 1985 gaat de eerste Nederlandse Americanfootballcompetitie van start. In de hoogste en vooralsnog enige divisie starten acht footballteams, die het tegen elkaar op nemen voor een plaats in de finale van het Nederlands kampioenschap American football; de ”SuperBowl”. In deze finale staan de Amsterdam Rams tegenover de Amsterdam Crusaders. De eerste en enige Superbowl (de latere edities van de finale heten Tulip Bowl) werd gewonnen door de Rams.
In de beginperiode groeit de sport explosief, van enkele teams midden jaren tachtig tot ruim veertig teams eind jaren tachtig. Daarnaast konden de grotere Randstedelijke Americanfootballteams (Amsterdam Crusaders, Hague Raiders, Amsterdam Rams) zich in zeer korte tijd verder professionaliseren (het inhuren van Amerikaanse spelers en coaches) door het aantrekken van grote sponsors. Deze interesseerden zich voor de nieuwe sport vanwege het frisse uiterlijk en de (relatief grote) aandacht van tv en landelijke dagbladen.
In 1986 organiseert Nederland Eurobowl I, de finale van de Europese competitie van landskampioenen. In het Olympisch Stadion worden de Amsterdam Rams verdienstelijk derde. De finale van de eerste Eurobowl wordt gewonnen door Taft Vantaa uit Finland.
Met drie volledige competities gaat de NAFF in 1987 van start. Dit is tevens de eerste competitie die start met een aanzienlijk deel Nederlandse scheidsrechters, aangevuld met arbiters van de vliegbasis Soesterberg.
Eind jaren tachtig wordt gestart met een jeugdcompetitie, en wordt er veel naar flag football gekeken als alternatief voor de jeugd. Verder groeit vooral in de hoogste klasse de kwaliteit van het spel enorm door de inbreng van Amerikaanse spelers en coaches.
Begin jaren negentig kan men spreken van een Nederlandse competitie die tot de sterkste van Europa behoort. Met als hoogtepunt de Amsterdam Crusaders, die vanaf 1987 tot 1991 alles in Nederland weten te winnen en in Europa tot de absolute top weten door te dringen, wat in 1991 en 1992 leidt tot het winnen van de Eurobowl.
Midden jaren negentig stagneert de groei van de sport en verdwijnen er verenigingen. De nieuwigheid is er vanaf en dat merk je ook aan de aandacht van sponsors voor de sport. Aandacht van de televisie is niet langer vanzelfsprekend en met de groei van de jeugd wil het ook niet helemaal lukken. Daarnaast kent de sport in de rest van Europa een ware renaissance, met veel publiek en media-aandacht. Het is deze situatie die de Amsterdam Crusaders doet beslissen om in 1994 en 1995 hun heil buiten Nederland te zoeken en in de European Football League verder te gaan.
Samen met de stagnatie van de sport in Nederland, vinden er mondiaal grote ontwikkelingen plaats. Zo gaat de World League of American Football van start. Deze voorloper van de NFL Europa is een professionele competitie opgezet door de NFL. Een competitie om enerzijds het American football in Europa te promoten en anderzijds te dienen als een farm league voor de NFL (een league om bijvoorbeeld talentvolle spelers tot wasdom te laten komen voor het grote werk). Deze ontwikkelingen hebben een grote invloed op het Nederlands American football. De finale van de NFL Europa werd de World Bowl genoemd.
Eind jaren negentig is American football in Nederland terug bij af, althans voor de beoefening ervan. Nog maar een derde van alle footballteams is overgebleven, er zijn geen sponsors meer, er is geen aandacht meer van de media en de competitie heeft veel van zijn kwaliteit ingeleverd. Aan de andere kant heeft Nederland door de NFL Europa er wel een professioneel footballteam bij; de Amsterdam Admirals. In feite is dit een Amerikaans team dat geregeld meer dan 10.000 man publiek bij thuiswedstrijden trekt; aandacht die de oorspronkelijke Nederlandse Americanfootballteams nu ontberen. Zoals het zich de laatste jaren laat aanzien, lijkt het er op dat het (marginale) voordeel van een Amerikaans professioneel team, de mogelijkheid van synergie, die zich slechts sporadisch voordoet (zelden een Nederlandse speler of coach in de gelederen), niet opweegt tegen het nadeel. Er is naast professioneel American football namelijk geen draagvlak meer voor een bloeiende, voor de media interessante, Nederlandse amateurcompetitie.

In 2007 werden, samen met de rest van de NFL Europe, de Amsterdam Admirals opgeheven.
In 2001 is de American Football Bond Nederland (AFBN) opgericht. De AFBN is de officiële, overkoepelende bond waarbij de Nederlandse Americanfootballclubs zijn aangesloten.
Sinds 2017 bestaat ook de Queen's Football League; een bond voor vrouwenteams die apart van de AFBN bestaat. In 2018 telt deze drie teams: in volgorde van oprichting de Amsterdam Cats, de Rotterdam Ravens en de Flevo Foxes.

## American football in België
In België bestaat de BFL of Belgian Football League uit twee leagues: de FFL of Flemish American Football League en de LFFAB of Ligue francophone de football américain de Belgique.
Op het einde van het seizoen spelen ze de Belgian Bowl.
De BFL bestaat uit volgende teams:
| Club                  | Plaats                     | Divisie |
| --------------------- | -------------------------- | ------- |
| Antwerp Spartans      | Antwerpen                  |         |
| Antwerp Argonauts     | Antwerpen                  | FFL     |
| Brussels Black Angels | Brussel                    | FFL     |
| Brussels Bulls        | Brussel                    | FFL     |
| Ghent Gators          | Gent                       | FFL     |
| Izegem Tribes         | Izegem                     | FFL     |
| Leuven Lions          | Leuven                     | FFL     |
| Limburg Shotguns      | Leopoldsburg               | FFL     |
| Ostend Pirates        | Oostende                   | FFL     |
| Andenne Bears         | Andenne                    | LFFAB   |
| Charleroi Cougars     | Charleroi                  | LFFAB   |
| Fighting Turtles      | Ottignies-Louvain-La-Neuve | LFFAB   |
| Luik Monarches        | Luik                       | LFFAB   |
| Doornik Phoenix       | Doornik                    | LFFAB   |
| Brussels Tigers       | Brussel                    | LFFAB   |
| La Louvère Wolves     | La Louvière                | LFFAB   |

## Trivia
Omdat de sport voetbal in Amerika al vergeven is noemen ze voetbal daar soccer. 